# Керим бег хамам
Керим бег хамам, още Керимбегов хамам или Ески Чифте хамам (на македонска литературна норма: Ќерим бег амам), е хамам, турска баня в Баир махала на град Битоля, Северна Македония. Хамамът е обявен за паметник на културата в 1969 година.
Банята е спомената от известния османски пътешественик Евлия Челеби в XVII век. Разположена е на битолския баир, срещу ОУ „Георги Сугарев“, близо до Битолския чинар и Иса Факих джамия. Днес хамамът е изоставен, руши се с времето и има нужда от реновиране.